# Iván García Martínez
Iván García Martínez (Marín, 10 de agosto de 1997) es un deportista español que compite en taekwondo.
Ganó una medalla de plata en el Campeonato Mundial de Taekwondo de 2022 y tres medallas en el Campeonato Europeo de Taekwondo entre los años 2021 y 2024.

## Palmarés internacional
| Campeonato Mundial | Campeonato Mundial       | Campeonato Mundial | Campeonato Mundial |
| Año                | Lugar                    | Medalla            | Categoría          |
| ------------------ | ------------------------ | ------------------ | ------------------ |
| 2022               | Guadalajara (México)     | Medalla de plata   | +87 kg             |
| Campeonato Europeo |                          |                    |                    |
| Año                | Lugar                    | Medalla            | Categoría          |
| 2021               | Sofía (Bulgaria)         | Medalla de bronce  | +87 kg             |
| 2022               | Mánchester (Reino Unido) | Medalla de plata   | +87 kg             |
| 2024               | Belgrado (Serbia)        | Medalla de plata   | +87 kg             |